# Derek Saunders
Derek Saunders (født 6. januar 1928, død 3. marts 2018) var en engelsk fodboldspiller (halfback).
Saunders spillede hele sin professionelle karriere hos Chelsea i London. Her var han i 1955 med til at sikre klubben dens første engelske mesterskab nogensinde.
Saunders nåede ikke at repræsentere det engelske A-landshold, men var en del af landets OL-landshold, der deltog ved OL 1952 i Helsinki.

## Titler
Engelsk mesterskab
- 1955 med Chelsea